# فلج المعلا
منطقة فلج المعلا (فلي المعلا أو الفلي) هي منطقة تابعة لإمارة أم القيوين. وهي مصدر مياهها سابقا. تبعد عن مدينة أم القيوين قرابة 50 كم ولا تتصل مباشرة بمدينة أم القيوين. وكانت منطقة فلج المعلا من أروع الأماكن للاستجمام صيفاً (القيض) عند أهالي الإمارات، لتميزها بزراعة النخيل والخضروات والليمون والمانجو تحتوي  أكثر من 5,000 نخلة،كما أنها تحتضن أول مزرعة دواجن في دولة الإمارات

## الأماكن الأثرية بالمنطقة
تشتهر منطقة فلج المعلا بوجود الأماكن الأثرية مثل حصن فلج المعلا الذي شُيد في عام 1800م تقريباً في عهد الشيخ عبد الله بن راشد الأول حاكم إمارة أم القيوين خلال الفترة من 1800م إلى 1853م، (يتكون حصن فلج المعلا من بناء مربع الشكل ذي برجين، أحدهما في الجهة الشمالية الشرقية، والآخر في الجهة الجنوبية الغربية، وبداخله مجلس كبير للحاكم، وتطل ردهاته على فناء داخلي وبه العديد من أبراج المراقبة) وتكمن أهميته في حماية الجهة الشمالية والبرية لإمارة أم القيوين. كما يُتبع هذا الحصن بمسجد فلج المعلا الذي كانت تقام فيه الشعائر الدينية. بالإضافة إلى أن هناك عدد خمسة أبراج شُيدت كذلك في عهد الشيخ عبد الله بن راشد الأول، وتمتد هذه الأبراج على طول الخط البري لمدينة فلج المعلا، وتكمن أهمية هذه الأبراج في المراقبة ودرء وصد الأخطار في حالة وقوع أي اعتداء على حصن فلج المعلا والمدينة براً أو بحراً. ومن هذه الأبراج: أبراج الشريعة، برج حليس والشمالي، الصنابي، الوسطاني، ابن بلاشة.

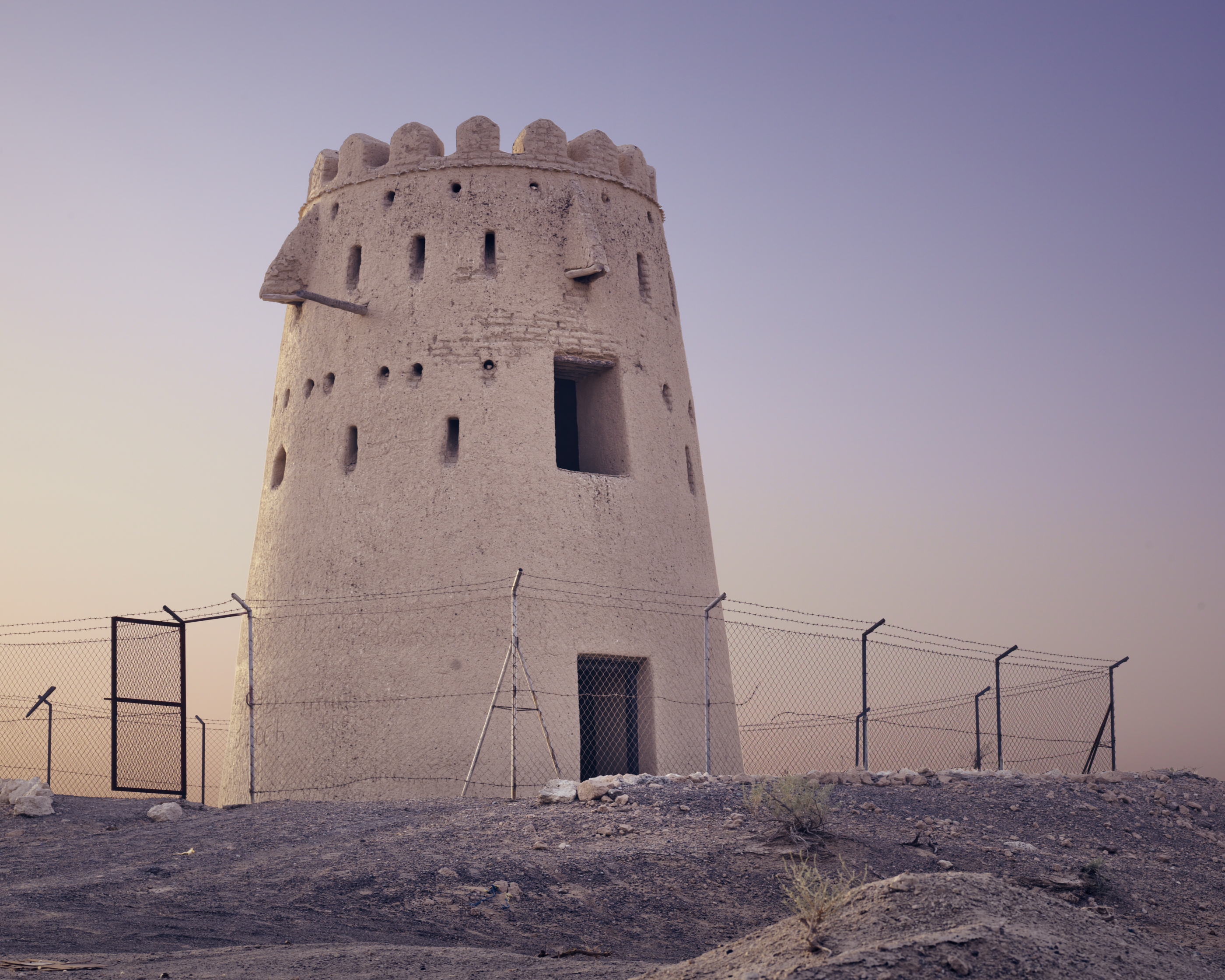
قلعة فلج المعلا